# Mendoza (Perù)
Mendoza è un comune del Perù, situato nella regione di Amazonas e capoluogo della provincia di Rodríguez de Mendoza.